# Гуцевиче
Гуцевиче (на сръбски: Гуцевиће) е село в Сърбия, разположено в община Тутин, Рашки окръг. Намира се на 1111 метра надморска височина. Населението му според преброяването през 2011 г. е 94 души. При преброяването на населението през 2002 г. има 67 жители, от тях 67 (100,00 %) бошняци.

## Население
Численост на населението според преброяванията през годините:
- 1948 – 143 души
- 1953 – 161 души
- 1961 – 171 души
- 1971 – 64 души
- 1981 – 59 души
- 1991 – 62 души
- 2002 – 67 души
- 2011 – 94 души